# 南區西北
南區西北（英語：South District Northwest，代號D2）是香港南區區議會下轄的選區，2023年設立，定為雙議席選區。

## 範圍
現時選區包括香港仔、田灣、瀑布灣及薄扶林，東至鴨脷洲大橋，北連香港島群山與港島北部相隔，與其接壤的選區有南區東南、中西區區議會的中區、西區選區以及灣仔區議會的灣仔選區
投票站設有十一個，分別位於香港仔體育館、華貴社區會堂、明愛莊月明中學、東華三院鶴山學校、明愛胡振中中學、數碼港、展亮技能發展中心（薄扶林）、置富南區會堂、明愛賽馬會香港仔服務中心、聖公會田灣始南小學、香港仔聖伯多祿天主教小學。

## 沿革
2023年香港選舉改革將區議會所有單議席選區取消，南區定為兩個雙議席選區，共選出四席民選議員。南區西北選區由原有單議席的香港仔、華貴、華富南、華富北、薄扶林、置富、田灣、石漁選區合併而成。
2023年區議會選舉，估算人口有168,678人，選民有77,933人，吸引到四人參選。

## 歷屆議員
| 選區名稱 | 屆別           | 議員   | 政治聯繫 | 政治聯繫 | 議員   | 政治聯繫 | 政治聯繫 |
| -------- | -------------- | ------ | -------- | -------- | ------ | -------- | -------- |
| 南區西北 | 2024年－2027年 | 張偉楠 |          | 民建聯   | 林詠欣 |          | 工聯會   |

## 歷屆選舉結果
| 政党   | 政党   | 候选人    | 票数   | %      | ± |
| ------ | ------ | --------- | ------ | ------ | - |
|        | 經民聯 | ①. 吳日峰 | 1,640  | 7.88%  |   |
|        | 工聯會 | ②. 林詠欣 | 4,473  | 21.49% |   |
|        | 新民黨 | ③. 崔添偉 | 3,012  | 14.47% |   |
|        | 民建聯 | ④. 張偉楠 | 11,693 | 56.17% |   |
| 多数票 | 多数票 | 多数票    | 1,461  | 7.02%  |   |

## 資料來源
1. ↑   (PDF).   [2023年8月23日]. （原始内容 (PDF)存档于2023年10月20日） （繁体中文）.
2. ↑   (PDF).   [2023年11月17日].
3. ↑   (PDF). 選舉管理委員會. 2023-07-11  [2023-08-23].[]
4. ↑   (PDF).   [2023-11-17]. （原始内容存档 (PDF)于2023-11-16）.
5. ↑   (PDF).   [2023-08-23]. （原始内容存档 (PDF)于2023-10-20）.
6. ↑   (PDF).   [2023-11-17].